# Iago ap Beli
Iago ap Beli (né vers 560 et mort peut-être en 613) (En latin : Iacobus, en français : Jacques) était un roi de Gwynedd.
Très peu d'informations nous sont parvenues de son règne. Politiquement, il s'agissait d'une époque où les royaumes voisins de Mercie (sous les ordres de Pybba et de son fils Penda) et de Bernicie (qui correspond à la Northumbrie, sous les ordres d'Æthelfrith) commencent à se renforcer et à se montrer agressifs. Il semblerait que Iago ait signé une sorte d'alliance avec Pybba dans laquelle ce dernier promet de ne pas attaquer le Gwynedd en échange de la protection, si besoin est, du Gwynedd contre la menace northumbrienne. En 604, après avoir été détrôné par Æthelfrith, Edwin, roi de Deira, se réfugia auprès de Iago. En conséquence, Æthelfrith se retourna contre le Gwynedd et massacra les moines du monastère de Bangor. Puis il affronta en 613 les forces de Gwynedd et de Powys à la bataille de Caer-Legion (aujourd'hui appelée Chester).
On ignore si Iago prit part à la bataille. Peut-être est-ce le cas et il y aurait alors trouvé la mort. Mais peut-être avait-il déjà abdiqué en faveur de son fils, Cadfan, pour mourir une autre année dans un monastère.

## Sources
- (en) Mike Ashley The Mammoth Book of British Kings & Queens Robinson (Londres 1998)   (ISBN 1841190969) « Iago ap Beli Gwynedd  c599 - c613 (ou 615?) » p. 144-145.
- (en) Peter Bartrum, A Welsh classical dictionary: people in history and legend up to about A.D. 1000, Aberystwyth, National Library of Wales, 1993 (ISBN 9780907158738), p. 428 IAGO ap BELI. (d.c.616?).
- (en) John Edward Lloyd, A history of Wales: from the earliest times to the Edwardian conquest, Longmans, Green & Co, 1911